# Шабдолов, Камбар
Камбар Шабдолов (Шоабдолов) (тадж. Қамбар Шоабдолов, 1913, Хорог, Хорогский район, Памирский уезд, Ферганская область, Российская империя — 27 октября 1951, кишлак Санглеч, Зебакский район, провинция Бадахшан, Королевство Афганистан) — советский, таджикский разведчик-нелегал (псевдоним «Витас»).
В период с 1930-х гг. по 1951 г. состоял на службе в органах внешней разведки СССР. Успешно выполнял задания Центра на территории Афганистана по пресечению и нейтрализации подрывных акций с юга государственной границы (Иран и Афганистан) против СССР в период и после Великой Отечественной войны; в дальнейшем — спецсотрудник КИ при МИД СССР (в/ч 15618). Также приобрёл известность как гидротехник Вахшского системного управления «Вахшстрой» Наркомзема СССР (1934—1935), автор сложных проектов каналов орошения земель в высокогорьях, главный инженер-организатор строительства жизненных каналов в экономике ГБАО на Памире (1935—1951).

## Биография
Камбар Шабдолов (Шоабдолов) родился в 1913 году в Хороге (ныне город Хорог, областной центр Горно-Бадахшанской автономной области (ГБАО) Республики Таджикистан), на Памире Ферганской области Туркестанского генерал-губернаторства Российской империи в семье известного на Памире земледельца Шоабдола Ниезмамадова (186?—1931), таджика по национальности. Основным занятием родителей до Октябрьской революции было дехканство (крестьянство), соответствующим было и социальное происхождение Камбара.
Ранние годы Камбара прошли в Хороге, там же получил начальное образование, находясь на иждивении у отца Шоабдола до 1927 года.
Член ВЛКСМ с 1927 по 1935 год, член профсоюза «Союз-Земорганов» с 1945 года, кандидат в члены ВКП(б) с мая 1946 года.
В 1928 году был направлен на учёбу в Ташкент в Среднеазиатский политехникум водного хозяйства, ушёл с третьего курса после прохождения производственной практики в 1934 году.
С марта 1934 года работал на постоянной основе на «Вахшстрое» после производственной практики, занимал должность участкового гидротехника 3-го эксплуатационного района Вахшского системного управления «Вахшстрой» Наркомзема СССР в Кагановичабадском районе Таджикской ССР. Согласно «Личному листку по учёту кадров от 20.12.1945» (где также есть информация об отсрочке от призыва на военное время по 31.12.1946), там он находился до июля 1935 года, однако в «Анкете кандидата партии, вступающего в члены ВКП(б) от 15.08.1950», подписанной им же самим спустя 5 лет, он называет иную дату — «до сентября 1935 г.». 

По другим данным, до июня 1935 года Шабдолов проходил военную службу. Это подтверждает справка, подписанная Горно-Бадахшанским областным военкомом — полковником А. Далатмамадовым от 20.02.1998 № 4⁄136 (спустя 47 лет после его гибели): «… рядовой ШАБДОЛОВ Камбар проходил действительную военную службу с 05.1933 по 06.1935 г. Основание: Военный билет серии ЕС № 538947» (в самом документе «Военный билет от 3 января 1948 г.», утверждение, указанное выше в справке от 20.02.1998, что он проходил действительную военную службу с 1933 по 1935 г., отсутствует), а в «Анкете кандидата партии, вступающего в члены ВКП(б) от 15.08.1950», им записано «в Красной Армии не служил и в боях не участвовал»).
В декабре 1995 года, за неделю до своей смерти Гулгунча Кадамшоева — вдова К. Шабдолова — несколько завуалированно рассказала внуку: «Дед, начиная с 1930-х гг., временами исчезал; уезжал, временами под сопровождением; спутниками в основном были русской национальности, сроком на два-три и более месяцев, потом внезапно появлялся, возвращался, домашние не ведали куда, разве что как-то раз сказал: меня долго не будет, еду в Москву, на учёбу».
В действительности этот период становится началом отсчёта его службы «под прикрытием учёбы, официальных командировок в гражданской жизни» в системе советской внешней разведки, о чём есть информация, в том числе в литературе про спецслужбы: «Очерки из истории органов безопасности Республики Таджикистан (1924—2004 гг.)» на стр. 72 — 73.
В сентябре 1935 года Наркоземом Таджикской ССР был направлен на учёбу в Москву на 2-годичные курсы повышения квалификации гидротехников при НКЗ СССР. По окончании 1 курса, в августе (по другим данным, в июне) 1936 года, по требованию Горно-Бадахшанского обкома партии и облисполкома АОГБ (ГБАО), Наркомземом Таджикской ССР был отозван с учёбы со 2-го курса в город Сталинабад, затем командирован на работу в Горно-Бадахшанскую автономную область (АОГБ с 5.12.1936 переименована в ГБАО) гидротехником в Шугнанский район, где проработал до ноября 1937 года.
В ноябре 1937 года был уволен с работы за родственные отношения с «врагом народа» Сейфулло Абдуллаевым.
С июня (по другим данным — с мая) 1938 по сентябрь (октябрь) 1939 года был принуждён работать в Районном потребительском обществе Шугнанского района не по специальности, где выполнял служебные обязанности секретаря, статиста, торгового инспектора и зав. базой Шугнанского райпотребобщества Таджикпотребсоюза.
В сентябре (октябре) 1939 года по указанию Горно-Бадахшанского обкома КП(б) и облисполкома ГБАО направлен в распоряжение Облводхоза ГБАО, где проработал начальником Шугнанского райводхоза по февраль 1945 года: 

«Весной 1941 года по предложению А. В. Гурского развернулись работы по строительству канала „Ханев“ методом народной стройки при поддержке местных советских органов, чтобы освоить территорию нового ботанического сада и увеличить его коллекции благодаря обеспечению растений поливной водой. Геодезическую съемку будущей водной артерии осуществили известный тогда специалист-гидротехник Камбар Шабдолов и сам Гурский».— Х. Ю. Юсуфбеков
С января, по другим данным — с февраля 1945 года работал начальником Облводхоза ГБАО Наркомата водного хозяйства Таджикской ССР: 

«Камбар Шабдолов на трудовом фронте внёс (помимо своего основного, службы во внешней разведки СССР) неоценимый вклад в развитие колхозов, организации эффективного ирригационного строительства каналов, повышение временной занятости на период осуществления строительных работ и постоянной, за счет увеличения эффективности и стабильности в поставках ирригационной воды и увеличения площади орошаемых земель на Памире, в целом благосостояния населения, экономики в Горно-Бадахшанской автономной области».— 
В 1953 году семью Камбара Шабдолова известили устно от имени УМГБ Таджикской ССР по ГБАО о его гибели за границей. Его рано овдовевшей жене Гулгунче Кадамшоевой, воспитывавшей в то время двоих детей, постановлением Совета Министров Таджикской ССР за № 1 от 27 января 1954 г. была назначена персональная пенсия с 1 декабря 1953 года в размере 30 рублей, сыну и дочери — до достижения ими совершеннолетия.
В начале 1992 года вдова Гулгунча Кадамшоева и её сын Чарогабдол Камбарович направили на имя Генерального прокурора Республики Таджикистан Н. Х. Хувайдуллоева заявление о выяснении обстоятельств гибели К. Шабдолова и проявлении соответствующего почтения к его памяти:

«Уважаемый Нурулло Хувайдуллоевич! Пишут Вам вдова и сын гражданина Шабдолова Камбара. Суть вопроса: <…> по версии был якобы направлен на строительство Кайракумского канала Туркменской ССР, как специалист-гидротехник, <…> 1953 году нами было получено из УКГБ Таджикской ССР по ГБАО устное извещение о гибели Шабдолова Камбара. <…> мы располагаем сведениями о том, что Шабдолов Камбар являлся сотрудником органов госбезопасности и погиб при выполнении служебного задания на территории Афганистана, где и был захоронен. <…> 1953 году, мне Кадамшоевой Г. постановлением Совета Министров Таджикской ССР за № 1 от 27.01.54 г. была назначена персональная пенсия с 01.12.53 года в размере 30 (тридцати) рублей детям (сыну и дочери) до их совершеннолетия (книжка персонального пенсионера № 195). Прошло уже 39 лет после смерти Шабдолова К., и мы, его вдова и сын никогда не писали по этому вопросу. В связи с вышеизложенным, мы убедительно просим Вас, уважаемый Хувайдуллоев Н., оказать нам содействие в получении информации о судьбе Шабдолова К., то есть где, когда и при каких обстоятельствах он погиб? Просим Вас также помочь нам в перезахоронении останков Шабдолова К., с территории Республики Афганистан на территорию г. Хорога, ГБАО Республики Таджикистан. <…> В настоящее время я на пенсии, до декабря 1991 г. республиканского значения. Убедительно просим Вас рассмотреть наше заявление. С уважением Кадамшоева Г. Шабдолов Ч. К. (подпись) 22 февраля 1992 года».
Данное обращение долгие годы оставалось без ответа по причине начавшейся в Таджикистане гражданской войны.

## Доступные сведения о разведчике-нелегале
Отдельные ценные сведения о разведчике-нелегале Камбаре Шоабдолове стали известны после смерти его жены Г. К. Кадамшоевой:
- Спустя 7 лет после подачи указанного выше обращения Министерство безопасности Республики Таджикистан направило сыну Камбара Шабдолова ответное письмо от 30 ноября 1999 г. (№ 13/59 г. Душанбе):

Уважаемый Чарогабдол Шабдолович! Сообщаем, что Ваш отец-Шоабдолов Камбар, 1913 года рождения, таджик, уроженец и житель г. Хорога ГБАО Республики Таджикистан, принимал активное участие в строительстве нового социалистического общества в Таджикистане. В последние годы работал на руководящей работе, являлся начальником облводхоза ГБАО. Будучи человеком активных жизненных позиций, он лично многое сделал для повышения жизненного уровня населения области, творчески подходил к решению стоящих перед ним задач, на всех участках работы отличался добросовестностью и старательностью. 27 октября 1951 года, Ваш отец погиб при выполнении своего патриотического долга за рубежом. Сообщая изложенное, мы выражаем Вам искреннее соболезнование по поводу его гибели. Одновременно мы сообщаем, что Вы и Ваши дети могут гордиться своим отцом Шоабдоловым Камбаром, который с высокой ответственностью выполнял свой патриотический долг и важные задачи, возложенные на него Родиной. Он верил, что его труд и старание будут способствовать развитию и процветанию Таджикистана и его родного края Бадахшана. Ради этого он жил, трудился и отдал свою жизнь. С уважением, Министр безопасности Республики Таджикистан (подпись) С. Зухуров (генерал полковник);
- Согласно сведениям жителя г. Хорога Саидрасула Шамирова, представителя Focus Humanitarian Assistance Europe в Афганистане в 1999 году, «три неизвестные могилы, расположенные в высокогорной местности к. Санглеч (на юго-востоке провинции Бадахшан в Зебакском районе Афганистана близ перевала Шохи Салим[2] на входе, тогда в государство Читрал (аннексирован Пакистаном в 1969 г.)), со слов ныне покойного жителя этой местности Шоабдуламон валади Абдуджабборхон — в одном из которых захоронен Камбар, про две других могил ему ничего неизвестно»[1];
- В 2003 году сын и дочь Шабдолова Камбара — Чарогабдол и Мамлакат, побывав в музее Государственного комитета национальной безопасности Республики Таджикистан, наряду с фотографией известного разведчика Р. М. Бурханова также ознакомились с последней фотографией своего отца К. Шабдолова, где он запечатлен в афганском одеянии на участке между к. Зонг и Лангар в районе Ишкашим Таджикской ССР, перед отправкой на задание в Королевство Афганистан[1];
- 15 мая 2008 года по случаю 63-летия победы в Великой Отечественной войне за месяц с небольшим до смерти (13.06.2008) сына Шабдолова Камбара — Чарогабдола Камбаровича Шабдолова — в его адрес поступило письмо от представителя Службы внешней разведки Российской Федерации в Таджикистане (датировано 9 мая 2008 года):

«Уважаемая семья Камбара Шабдолова! От имени руководства Службы внешней разведки России и от себя лично поздравляем Вас с 63-й годовщиной Победы в Великой Отечественной войне! Все сотрудники российской разведки хранят светлую память о подвиге Вашего отца! Светлая ему память! В это светлый день Великой Победы примите самые искренние пожелания, крепкого здоровья, большого человеческого счастья и мира на земле. С уважением, Представитель СВР России в Таджикистане (подпись) В. Жестыкин 09.05.08.»;
- 15 мая 2008 года в здании УГКНБ Республики Таджикистан по ГБАО состоялось торжественное собрание личного состава на встрече с сыном Камбара Шабдолова Чарогабдолом, где была выражена благодарность семье и вручена денежная помощь и подарок сыну Чарогабдолу[1];
- Впервые официальные сведения о профессиональной деятельности, службе «Витаса» в системе советской внешней разведки опубликованы в книге «Очерки из истории органов безопасности Республики Таджикистан (1924—2004 гг.) 80-летию органов безопасности Республики Таджикистан посвящается … Душанбе. Высшая школа МБ РТ, 2004. с 72—73»:

«Летом 1941 фашистская Германия, наряду с основным планом нападения на СССР, вынашивала намерения превратить Иран и Афганистан в плацдарм для нападения с южных районов, в частности, на республики Центральной Азии. <…> Свой вклад в получение информации <…> в этих странах внесли и таджикские разведчики. Так, Турсунова Махбуба Мирмуллаевна (под псевдонимом „Азиза“) с позиции Центрально-азиатского разведуправления была выведена в Афганистан в качестве радистки. Другой разведчик — нелегал „Витас“ (Шабдолов Камбар) успешно выполнял задания Центра по реализации закордонных операций на территории Афганистана. Гитлеровская разведка возлагала большие надежды на подрыв морально-политического единства советского народа и проведение подрывных акций против Советского Союза, на создание боевых и разведывательных формирований из числа советских граждан, выходцев из кавказских и среднеазиатских республик. В частности, в Берлине был создан так называемый „Туркестанский национальный комитет“, в состав которого вошли националисты и изменники Родины».

## Награды
За период трудовой деятельности («пребывания эпизодически») в хозяйственной сфере К. Шабдолов был неоднократно отмечен государственными наградами и премиями (сведения о наградах в сфере советской внешней разведки неизвестны):
- Орден «Знак Почёта» (№ 131406, 12.1949, удост. В № 757119);
- Грамота Президиума Верховного Совета Таджикской ССР «За заслуги, выразившиеся в лучших показателях в области технической эксплуатации ирригационных систем Наркомата Водного хозяйства Таджикской ССР» (№ 4330, 10.05.1943);
- Медаль «За трудовое отличие» (№ 030886, 06.11.1944);
- Медаль «За доблестный труд в Великой Отечественной войне 1941—1945 гг.» (А № 180486, 09.01.1946);
- Четырежды премирован деньгами приказами Наркомзема СССР и наркомводхозом Таджикской ССР за выполнение обязательств по Всесоюзному социалистическому соревнованию и перевыполнение планов работ (1945—1949)[1].

## Семья
- Отец: Ниезмамадов Шоабдол — (186?—1931)[1][2]:
  - Первая жена — Зумрат (189?—1923) — сыновья: Камбар (1913—1951), Ниёзмамад (1916—1999), Шакарабдол (1918—1982), дочери: Зарифамо (1905—1940) и Ситорамо (1912—2002)[1];
  - Вторая жена Гулнамо (1892—1944) — сыновья: Давлатали (1916—1987), Назарабдол (— ?), Назарали (— ?), сёстры Аклимо (1917—1995) и Бибисоро (1928—2009)[1].

Жена — Гулгунча Кадамшоева (1919—1995), дети: сын Шабдолов Чарогабдол Камбарович (1938—2008), дочь Шабдолова Мамлакат (родилась 1949), в семье также воспитывались племянники, лишившиеся в 1940 году матери Зарифамо Шоабдоловой: сын Худоер Юсуфбеков (1928—1990) — впоследствии крупный учёный, внёсший значительный вклад в развитие мировой биологической науки, и его младшая сестра Ошурмо (1938—2008). Отец жены — Кадамшо Додихудоев (1902—1973). Мать жены — Гулбутта Бахшова (1907—1984).

## Память
- Решением Председателя Хукумата ГБАО Республики Таджикистан от 23 декабря 2003 г. (№ 156, 2003) имя Камбара Шабдолова присвоено Производственному ремонтно-эксплуатационному мелиоративному объединению Горно-Бадахшанской автономной области (тадж. Иттиҳодияи вилоятии истеҳсолии таъмиру истифодаи мелиоративии Вилояти Мухтори Куҳистони Бадахшон ба номи Шабдолов Қамбарабдол)[1];
- По случаю 60-летия Победы в Великой Отечественной войне семье Шабдоловых вручена денежная помощь от Службы внешней разведки Российской Федерации (СВР России) (2005)[1];
- По случаю 63-летия Победы в Великой Отечественной войне семье Шабдоловых было направлено благодарственное письмо от имени руководства Службы внешней разведки России[1][2]:

Уважаемая семья Камбара Шабдолова! От имени руководства Службы внешней разведки России и от себя лично поздравляем Вас с 63-й годовщиной Победы в Великой Отечественной войне! Все сотрудники российской разведки хранят светлую память о подвиге Вашего отца! Светлая ему память! В это светлый день Великой Победы примите самые искренние пожелания, крепкого здоровья, большого человеческого счастья и мира на земле. С уважением, Представитель СВР России в Таджикистане, подпись В. Жестыкин 09.05.08.

- Как отмечают современные источники, Камбар Шабдолов «с высокой ответственностью выполнял свой патриотический долг и важные задачи, возложенные на него Родиной» за рубежом; руководство и сотрудники Службы внешней разведки России «хранят светлую память о подвиге» К. Шабдолова[1][2][3].

## Воспоминания современников
Когда меня избрали председателем ОИК ГБАО, вокруг меня оказались очень много замечательных людей, <…> Среди них был высококвалифицированный инженер, талантливый организатор, патриот, глубоко любящий свой народ Шабдолов Камбарабдол. Самым важным качеством его <…> он никогда не делил людей в зависимости от места их рождения: <…> многое сделал для экономики области. Под его руководством, по его проекту был построен канал в Бартангском районе, жители которого сразу же получили сотни гектаров орошаемых земель. <…> были построены каналы в Ишкашиме, Рушане, Шугнане: в результате народ области получил тысячи тонн хлеба. В 1938 облисполком обратился в Совет Министров ТаджССР с просьбой о строительстве Рошткалинского и Верхне Язгулямского каналов. Совмин ТаджССР поручил Министерству водного хозяйства <…> в Хорог экспедицию, <…> для проектирования и представить исходные данные. Для выполнения этого поручения в Хорог прибыла группа специалистов во главе с И. П. Николаевым. Он просил, чтобы его сопровождал <…> грамотный инженер, который мог бы помочь ему в успешном решении поставленных задач. Облисполком посчитал, что <…> подходит Шабдолов Камбарабдол. По окончании работы они вернулись в Хорог, и на заседании облисполкома И. П. Николаев дал характеристику К. Шабдолову: «Товарищ К. Шабдолов проявил себя как очень грамотный инженер. Я был очень рад, что именно он поехал с нами. Я бы не стал возражать, если бы он приехал к нам в качестве гл. инженера проектного института». В 1948 было принято решение построить канал в Хороге. Мы понимали, что трасса была чрезвычайно сложной, и когда я пригласил Камбарабдола, то предложил из-за этого вызвать для проведения работ инженеров из Сталинабада. Но Камбарабдол ответил: «Зачем нам инженеры из столицы. Я полностью беру на себя ответственность за инженерные работы». Я стал начальником строительства, Камбарабдол — главным инженером: он разработал мероприятия по ускоренному строительству канала, очень быстро представил на утверждении план. Трасса была разделена на участки между районами, мы пригласили председателей райисполкомов и их заместителей: ознакомили их с их фронтом работ. <…> Благодаря самоотверженности коллектива строителей, канал был сдан в эксплуатацию досрочно (Во многом благодаря Камбарабдолу — его каналу (он автор проекта, он же гл. инженер, организатор строительства канала Сиёв-Шошхорог), сегодня по левобережье города, на этом песчаном земельном пространстве создан Шошхорог, составляющий по площади половину территории г. Хорога). Я уже работал Председателем Президиума Верховного Совета Таджикской ССР, когда освободилось место министра. Надо было подобрать кандидатуру на должность министра. Были представлены пять человек: среди них кандидатура К. Шабдолова. Комиссия, рассмотрев дела каждого, остановилась на кандидатуре К. Шабдолова. Все документы на назначение К. Шабдолова были подготовлены, все мы ждали его возвращения из командировки. Но через несколько дней поступило трагическое сообщение о том, что К. Шабдолов погиб. Так трагически оборвалась жизнь этого талантливого сына памирского народа, который мог еще много сделать для памирцев. Светлая память о нем навсегда останется в сердцах— Назаршо Додхудоев — председатель Президиума Верховного Совета Таджикской ССР (1950—1956),
 председатель Совета Министров Таджикской ССР (1956—1961).

### Комментарии
1. ↑  Названия органов внешней разведки СССР (организационные формы внешней разведки СССР) в разные периоды службы в них Камбара Шабдолова: Иностранный отдел (ИНО) Объединённого Государственного политического управления (ОГПУ) при СНК СССР 02.11.1923—10.07.1934; Иностранный отдел (ИНО) Главного управления государственной безопасности (ГУГБ) НКВД СССР 10.07.1934 — 25.12.1936; 7-й (разведывательный) отдел ГУГБ НКВД СССР 25.12.1936 — 09.06.1938; 5-й (разведывательный) отдел Первого управления НКВД СССР 09.06.1938 — 29.09.1938; 5-й (разведывательный) отдел ГУГБ НКВД СССР 29.09.1938 — 03.02.1941; Первое (разведывательное) управление НКГБ СССР 03.02.1941 — 20.07.1941; Первое (разведывательное) управление НКВД СССР 20.07.1941 — 14.04.1943; Первое (разведывательное) управление НКГБ СССР 14.04.1943 — 15.03.1946; Первое главное управление (ПГУ) МГБ СССР 15.03.1946 — 30.05.1947; Комитет информации (КИ) при Совете Министров СССР 30.05.1947 — 29.01.1949; Комитет информации (КИ) при МИД СССР 29.01.1949 — 02.11.1951 Архивная копия от 14 сентября 2008 на Wayback Machine.
2. ↑  «История: Комитет информации (Комитет № 4) при СМ СССР — объединенный орган политической и военной разведки. Был создан Постановлением СМ СССР №1789-470сс от 30 мая 1947 г. на базе 1-го Главного управления МГБ СССР и ГРУ Генштаба ВС. Этот шаг должен был служить реакцией на череду послевоенных реорганизаций американских спецслужб, которая завершилась созданием в сентябре 1947 г. ЦРУ (Central Intelligence Agency). В/ч 15618. В начале 1949 г. военная разведка была возвращена в Генштаб, где был восстановлен Корпус разведки, а работа по эмиграции и контрразведка в советских колониях — в МГБ. 29 января 1949 г. КИ был придан МИД и стал именоваться КИ при МИД СССР. Фактическая подчиненность, однако, при этом не изменилась — КИ оставался независимым учреждением и финансировался из специальных фондов Совета министров. 2 ноября 1951 г. вся разведывательная работа была передана в МГБ, где было восстановлено 1-е Главное управление. …»[5].
3. ↑  Территория нынешней Горно-Бадахшанской автономной области на востоке Таджикистана в начале XX века предоставляла собой в административном отношении Памирский район с правами уезда, находившийся в подчинении военного губернатора Ферганской области.
4. ↑  В 1897 году в состав области была окончательно включена территория Восточного Памира, состоявшая из двух волостей (Памирской и Оршорской) и управлявшаяся начальником Сменного Памирского отряда, его штаб-квартира дислоцировалась с 1891 года в Маргелане, с 1893 года — на Памирском Посту (Мургаб), а с 1897 года — в Хороге.
5. ↑  Постановление VIII Чрезвычайного Съезда Советов СССР (25 ноября — 5 декабря 1936 года).
6. ↑  Советский партийный и государственный деятель, второй секретарь Центрального комитета КП(б) Таджикистана в 1936—1937 годы (двоюродный брат по отцу), обвинён в участии по делу «Москва-центр», расстрелян по приговору Военной коллегией Верховного суда СССР (ВКВС) 8 февраля 1938 года, место расстрела и захоронения — спецобъект НКВД «Коммунарка», Московской области (24-й км Калужского шоссе, сегодня — в черте города Москвы). Реабилитирован ВКВС СССР 29 декабря 1956 года посмертно[1][2][7][8].